# 珍·韋伯斯特
珍·韋伯斯特（英語：Jean Webster），本名为愛麗絲·珍·錢德勒·韋伯斯特（英語：Alice Jean Chandler Webster），1876年7月24日—1916年6月11日），是一位美国作家，她最著名的作品包括《长腿叔叔》及其续集《亲爱的敌人》。

## 童年
愛麗絲·珍·錢德勒·韋伯斯特生于纽约菲力多尼亞（Fredonia）。她是安妮·莫菲特·韦伯斯特与查尔斯·卢瑟·韦伯斯特的长女。她曾与她的曾祖母，祖母及母亲生活在一起。她的曾祖母致力于禁酒运动，而她的祖母则热衷于推行种族平等及支持妇女选举。
爱丽丝的母亲是马克吐温的侄女，父亲则是马克吐温的商业经理人，1884年他们成立了查尔斯L韦伯斯特出版公司，之后这家公司出版了许多马克吐温的著作。一开始他们的生意很成功，爱丽丝5岁的时候全家搬到了纽约上流社会的住宅，同时在长岛还有一栋避暑别墅。然而，出版公司的运营遇到了困难，与马克吐温的关系也破裂了。1888年，爱丽丝的父亲垮掉了，因此他休假静养了一段时间，全家又搬回了弗里多尼亚。之后他于1891年自杀身亡，死因為用药过量。
爱丽丝进入了弗里多尼亚师范学校，1894年自绘画专业毕业。1894到1896年间，她作为寄宿生就读于宾汉姆顿的简格雷女子学校（Lady Jane Grey School）。在那里她同其他20个女孩一起学习了学术，音乐，艺术，书信写作，措词以及礼仪等课程。这所学校的许多细节都在韦伯斯特的小说《Just Patty》中的学校上有所体现，包括学校的布局，房间的名字，制服，教师以及学生的日程表等等。在这所学校里，因她的室友也叫做爱丽丝，她改名为Jean。这个名字是她中间名的变体。她于1876年7月自这所学校毕业，之后又回到了弗里多尼亚师范学校度过了一年。

## 大学经历
1897年，韦伯斯特进入了瓦萨學院，主修英语及经济。她选了有关福利与刑法改革的课程，并且开始对社会问题产生兴趣。作为课程的一部分，她参观了一些为少年犯罪者及无家可归的孩子开设的机构。她开始参加大学社会中心的活动，为纽约的穷苦人民提供援助。她对这种社会活动的兴趣持续终生。她在瓦萨的经历为她今后写作《当贝蒂进了大学》以及《长腿叔叔》提供了素材。韦伯斯特还与后来成为了诗人的阿德莱德·克雷普西（Adelaide Crapsey)成为了好友，他们的友谊持续终生，直到1914年克雷普西去世。
她与克雷普西一道参加了许多课外活动，包括写作，戏剧以及政治活动。韦伯斯特与克雷普西在1900年的总统选举中支持社会党竞选人Eugene V. Debs，虽然作为女性她们并没有投票权。她是《瓦萨杂集》（Vassar Miscellany）中故事的贡献者之一。作为她二年级英语课程的一部分，她开始为《波啟浦夕周日信使报》（Poughkeepsie Sunday Courier）撰写每周专栏，内容为瓦萨的新闻及报道。韦伯斯特说她自己是“英语的行家”，但据说她的拼写法非常怪异。
韦伯斯特在欧洲渡过了她三年级的一个学期，游历了法国与英国。意大利是她的最终目的地，她在那里的观光计划包括去罗马、那不勒斯、威尼斯及佛罗伦萨的旅行。她与两名瓦萨的同学同行，并在巴黎遇到了同为美国人的艾赛琳·麦金尼（Ethelyn McKinney）与莉娜·温斯坦（Lena Weinstein）。三人之后成为了终身好友。在意大利，韦伯斯特进行了有关她高年级经济论文题目“意大利的贫困现象”的调查。同时她也为《波啟浦夕周日信使报》撰写以她的旅行经历为内容的专栏，并为自己的短篇小说《Villa Gianini》收集了素材。这篇小说在1901年发表于瓦萨杂集（Vassar Miscellany）中。之后她将其扩展为一部名为《小麦公主》（The Wheat Princess）的小说。之后她回到了瓦萨开始她的高年级课程，并成为了班级年鉴的文学编辑。她于1901年7月毕业。

## 成年经历
回到弗里多尼亚后，韦伯斯特开始了《当贝蒂进了大学》的创作，她在书中描写了同时代女性的大学生活。在经历了寻找出版商的周折之后，这部小说于1903年3月发行，并获得了很好的评价。随后韦伯斯特开始写一些短篇故事（这些故事后来组成了Much Ado about Peter），并在1903年的冬天4月份同她的母亲一道去意大利旅行，在派立斯特里纳（palestrina）的女修道院停留了6周。这期间她写作了《小麦公主》（The Wheat Princess），于1905年出版。
随后的几年中她游历了意大利其他地方，并完成了历时8个月的环球旅行，旅途经过埃及、印度、缅甸、斯里兰卡、印度尼西亚、香港、中国及日本。同她一道旅行的是艾赛琳·麦金尼（Ethelyn McKinney），莉娜·温斯坦（Lena Weinstein）以及其他两个人。同时她的《小杰利》于1907年出版，《The Four Pools Mystery》于次年出版。
韦伯斯特与艾赛琳·麦金尼（Ethelyn McKinney）的哥哥格列·福特·麦金尼（Glenn Ford McKinney）开始了秘密的恋情。他是一名律师，为了不辜负他富有而成功的父亲的期望而艰难奋斗。他是《亲爱的敌人》（Dear Enemy）中故事副线角色的原型。他婚姻不幸，妻子是一个精神状况不稳定的女人，时常因躁狂抑郁症的发作而接受诊疗。他们唯一的儿子，约翰，也有精神不稳定的迹象。面对这些压力，麦金尼只能通过频繁的外出打猎，驾帆艇出行与酗酒来逃避。他也因此几次进入疗养院。1909年这对夫妇分手，但在一个离婚并不常见，且很难被接受的年代，他们直到1915年才真正离婚。之后麦金尼仍在酒精中毒中挣扎，直到他与韦伯斯特以及艾赛琳·麦金尼（Ethelyn McKinney）和莉娜·温斯坦（Lena Weinstein）一起在爱尔兰旅行时，他的上瘾症状才得到控制。
这段时间里，韦伯斯特仍在继续创作短篇小说，并开始将自己的一些作品改编为剧本。1911年，《Just Patty》出版，韦伯斯特在曼彻斯特，蒂林厄姆（Tyringham）的一栋旧农舍中开始创作《长腿叔叔》（Daddy long legs）。这部韦伯斯特最有名的作品最初是作为《淑女之家》杂志（Ladies' Home Journal）上的连载出版的，讲述了洁露莎，一个受匿名资本家的资助进入大学读书的孤女的故事。除了介绍章节，这部小说的主体采用书信体格式，全书由茱蒂写给她的资助人的信组成。小说于1912年10月发表，广受大众及评论界的赞誉。
韦伯斯特在1913年将长腿叔叔改编为舞台剧，1914年此剧上演，由年轻时的露丝·查特顿（Ruth Chatterton）饰演茱蒂。韦伯斯特跟随剧团巡演，历时4个月。经过在亚特兰大、华盛顿、锡拉丘兹、罗切斯特、印第安纳波利斯以及芝加哥的试演后，这部剧于1914年9月在百老汇上演，一直到次年5月。随后其在美国进行了大范围的巡演。长腿叔叔的小说和戏剧使得大众开始关注慈善事业及改革。长腿叔叔玩偶售卖所得钱款也用于为孤儿的收养筹集资金。然而1914年10月，韦伯斯特罹患肺结核的大学好友阿德莱德·克雷普西（Adelaide Crapsey)的去世使得她的成功蒙上了一层阴影。1915年7月格列·福特·麦金尼（Glenn Ford McKinney）离婚，并于9月与韦伯斯特在康涅狄格州华盛顿悄悄成婚。他们的蜜月是在加拿大魁北克市附近的野营地渡过的。期间他们还遇到了前总统罗斯福的意外来访。
回到美国后，在纽约的达切斯县，这对新婚夫妇一同住在韦伯斯特的公寓，在那里可以俯瞰中央公园以及麦金尼的Tymor农场。在1915年的11月，小说《亲爱的敌人》（Dear Enemy）作为长腿叔叔的续集出版，依旧畅销。这部小说同样是书信体，讲述了茱蒂的一个大学好友的故事，书中她成为了茱蒂成长的孤儿院的监督人。之后韦伯斯特怀孕了，但因其家族遗传，怀孕对她来说会有危险。她因孕妇晨吐而痛苦万分，但在1916年2月她感觉状况有所好转，又重新开始了许多活动：社会运动、监狱参观、以及与孤儿院改革及妇女选举权问题有关的会议等等。同时她又开始写以斯里兰卡为背景的小说及剧本。据她的朋友们所说，那段时间是她最为开心的日子。

## 去世
韦伯斯特于1916年6月10日下午进入了纽约斯隆妇女医院。麦金尼被从他第25次普林斯顿大学聚会中叫回，在韦伯斯特生产之前90分钟，到了医院。韦伯斯特在晚上10点30分生下了一个6.25磅的女婴。最初一切都很正常，然而不久之后韦伯斯特极度不适，并于1916年6月11日早7点30分死于产褥热。为了纪念她，她的女儿被命名为珍（Jean）。

## 创作主题
珍·韦伯斯特（Jean Webster）是一名活跃的政治及社会活动者，这类问题也经常在她的书中有所反映。

### 妇女问题
韦伯斯特支持女性选举权以及女性受教育权。她参加支持妇女选举权的游行。得益于她在Vassar所受的教育，她一直与大学保持着联系。她的小说推广了支持女性受教育的思想，她小说中的主要角色也明确的支持妇女选举权。

### 优生运动与遗传学说
在韦伯斯特写作的时代，优生运动是一个热门话题。1877年Richard L.Dugdale研究Juke家庭的书以及1912年Henry Goddard研究Kallikak家庭的书在当时尤为流行。韦伯斯特的小说亲爱的敌人中以颇为称许的态度提及了这些书的内容，她书中的角色也支持对于身体及精神残障人士进行绝育及隔离。

### 机构改革
自大学开始，韦伯斯特就经常参与各种改革运动，并且是国家慈善援助协会的成员。她参与的活动包括访问孤儿，为尚不能自立的儿童募捐钱款以及安排收养行为等等。

## 作品
- 1903年：《當貝蒂進了大學》（When Patty Went to College）
- 1905年：《小麥公主》（Wheat Princess）
- 1907年：《小傑利》（Jerry Junior）
- 1908年：《Four-Pools Mystery》
- 1909年：《Much Ado About Peter》
- 1911年：《Just Patty》
- 1912年：《長腿叔叔》
- 1915年：《長腿叔叔續集:親愛的敵人》

## 外部連結
- Jean Webster的作品  - 古騰堡計劃
- Works by Jean Webster at Internet Archive